# The Last of Our Kind

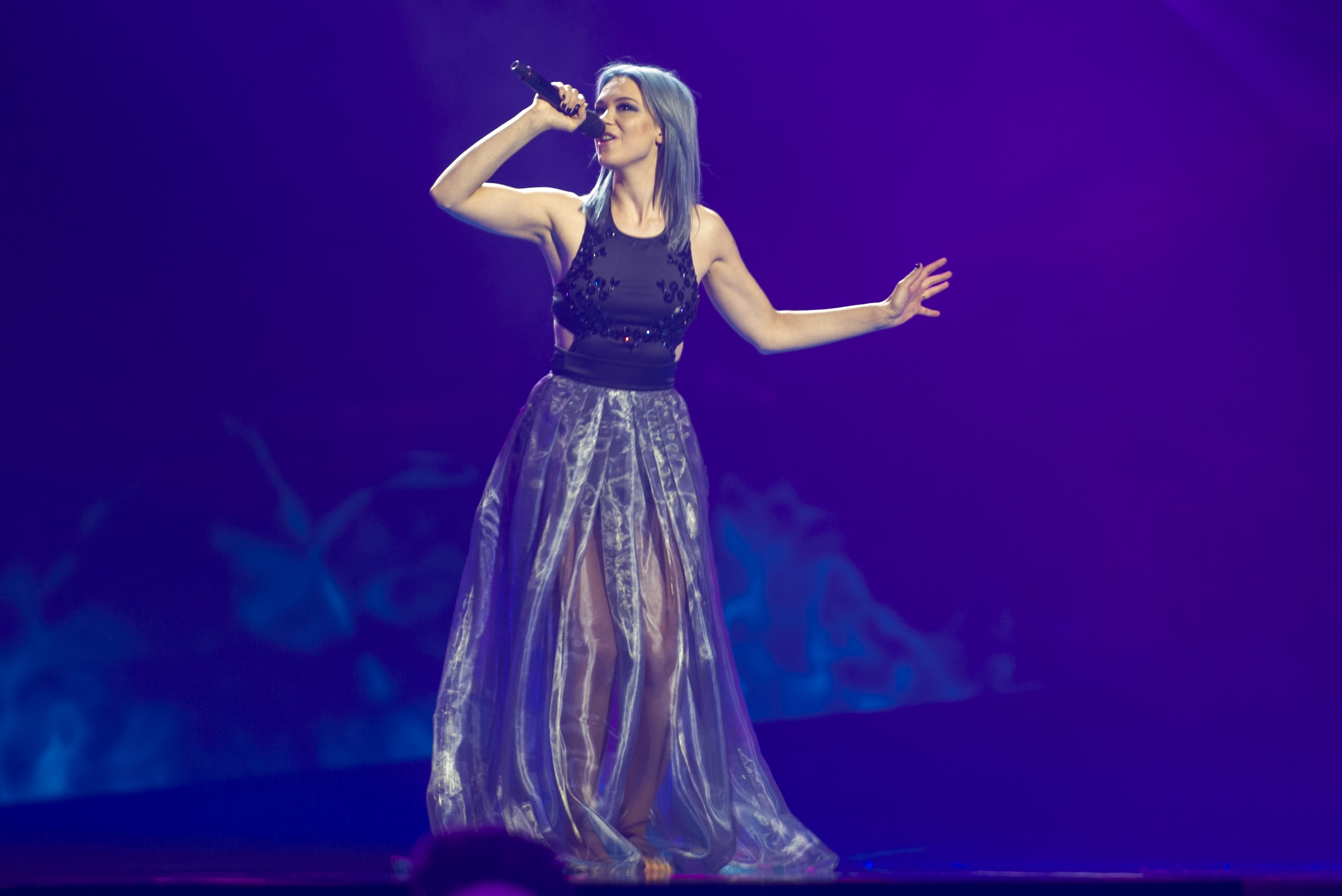
L'esibizione del brano alle'Eurovision Song Contest 2016

The Last of Our Kind (Gli ultimi della nostra specie) è una canzone della cantante svizzera-canadese Rykka, pubblicata l'8 gennaio 2016 e scelta per rappresentare la Svizzera all'Eurovision Song Contest 2016. Il brano è stato scritto da Rykka stessa insieme a Mike James, Jeff Dawson e Warne Livesey.
Nell'autunno del 2015, la canzone è stata inviata alla piattaforma di voto online della SRF, dove ha ricevuto abbastanza voti per passare alle altre fasi della selezione del candidato svizzero per l'Eurovision. Il 13 febbraio 2016 è stata dichiarata vincitrice e rappresentante della Svizzera all'Eurovision Song Contest 2016 a Stoccolma. Rykka si è esibita per terza nella seconda semifinale del 12 maggio, ma non si è qualificata per la finale del 14 maggio.

## Tracce
Download digitale
1. The Last of Our Kind – 2:59